# Giovanni Zucchi
Giovanni Zucchi, född 14 augusti 1931 i Mandello del Lario i Lombardiet, död 19 januari 2021 på samma plats, var en italiensk roddare.
Zucchi blev olympisk bronsmedaljör i fyra med styrman vid sommarspelen 1960 i Rom.